# 亞馬遜河方頭魨
亞馬遜河方頭魨，又名南美娃娃，為輻鰭魚綱魨形目四齒魨亞目四齒魨科的其中一種，為熱帶淡水魚，分布於南美洲亞馬遜河流域，體長可達12.8公分，棲息在底層水域，生活習性不明，一般作為觀賞魚使用。